# Pseudoramibacter
Pseudoramibacter è un genere di batterio appartenente alla famiglia delle Eubacteriaceae.